# SV Roland Belgern
Der SV Roland Belgern ist ein deutscher Mehrspartensportverein im Ortsteil Belgern der nordsächsischen Stadt Belgern-Schildau. Er hat etwa 600 Mitglieder und steht mit seinen Abteilungen Fußball, Handball und Volleyball im regelmäßigen Spielbetrieb. Außerdem werden Sportarten wie Tischtennis, Boxen, Kegeln und Turnen angeboten.

## Struktur-Entwicklung
Der Verein wurde 1924 von Arbeitersportlern gegründet, seine Handballabteilung wurde bereits frühzeitig ins Leben gerufen. Nach dem Ende des Zweiten Weltkriegs wurde der Verein 1945 im Rahmen des in Deutschland geltenden Vereinsverbots aufgelöst. Für den zunächst nur lokal zugelassenen Sportverkehr gründete sich etwa 1946 die lose organisierte Sportgemeinschaft (SG) Belgern. Sie nannte sich ab 1949 in Erinnerung an den früheren Verein SG Roland und wurde hauptsächlich durch ihre Fußballmannschaft bekannt. Nachdem bereits Ende der 1940er Jahre in der SBZ begonnen wurde, die Sportstruktur auf die Basis von Betriebssportgemeinschaften (BSG) umzustellen, wurde in Belgern Anfang der 1950er Jahre aus der bisherigen Sportgemeinschaft die BSG Traktor mit der örtlichen Landwirtschaftliche Produktionsgenossenschaft (LPG) als Trägerbetrieb gegründet. Mit ihr entstanden weitere Sportsektionen. Mit den veränderten wirtschaftlichen Verhältnissen nach der politischen Wende von 1989/90 konnte das System der Betriebssportgemeinschaften nicht mehr weitergeführt werden. Als die Auflösung der LPG begann, gründeten Mitglieder der BSG am 16. Mai 1990 den eingetragenen Verein SV Roland Belgern.

## Fußballsportlicher Werdegang
1948/49 spielte die SG Belgern eine Saison lang Erstligafußball, als sie sich an der Landesklasse Sachsen-Anhalt beteiligte. Die Landesklasse war in dieser Spielzeit eine der vier höchsten Fußballklassen in der SBZ. Belgern war nicht erstligatauglich und landete am Saisonende in der Südstaffel auf dem letzten Platz und musste absteigen. Mit dem erweiterten Namen SG Roland spielte die Fußballmannschaft 1949/50 in der Bezirksklasse Sachsen-Anhalt, die nach Schaffung der Fußball-Ostzonenliga (später DDR-Oberliga) nur noch drittklassig war. Auch dort reichte die Spielstärke nicht, und die SG wurde binnen einer Saison zum weiteren Abstieg durchgereicht. Es folgten lange Jahre mit der BSG Traktor auf der Kreisebene und 1964 als Kreismeister der verpasste Aufstieg in die viertklassige Bezirksklasse. Dies gelang als Tabellenzweiter ein Jahr später und danach für mehrere Spielzeiten die Etablierung in der Bezirksklasse Leipzig. Nach der Saison 1970/71 kam es erneut zum Abstieg, gefolgt vom Kreisligadasein über das Ende des DDR-Fußballspielbetriebes hinaus. Aufstiegschancen nach den Kreismeistertiteln 1973, 1974 und 1977 konnten nicht genutzt werden. Erfolgreicher war die Kreismeisterschaft des SV Roland 1997, nach der der Aufstieg in die achte Liga Bezirksklasse Leipzig gelang. Nach zwei Spielzeiten ging es wieder in Kreisliga Torgau/Oschatz zurück. Anschließend folgte ein Wechselspiel zwischen Kreis- und Bezirksklasse. Nach einem erneuten einjährigen Aufenthalt in der Bezirksklasse in der Saison 2006/07 stieg der SV Roland Belgern wieder für viele Jahre in die Kreisliga ab.